# Nuoto di fondo ai campionati europei di nuoto 2020
Le gare di nuoto di fondo ai Campionati europei di nuoto 2020 si sono svolte dal 12 al 16 maggio 2021, presso il Lago Lupa a Budakalász, a nord di Budapest, in Ungheria.

## Calendario
Orario locale (UTC+1).
| Data           | Ora   | Evento         |
| -------------- | ----- | -------------- |
| 12 maggio 2021 | 11:00 | 5 km donne     |
| 12 maggio 2021 | 14:45 | 5 km uomini    |
| 13 maggio 2021 | 10:00 | 10 km donne    |
| 13 maggio 2021 | 14:00 | 10 km uomini   |
| 15 maggio 2021 | 14:30 | 5 km a squadre |
| 16 maggio 2021 | 9:30  | 25 km uomini   |
| 16 maggio 2021 | 9:30  | 25 km donne    |

## Podi

### Uomini
| Evento           | Oro                  | Tempo     | Argento              | Tempo     | Bronzo            | Tempo     |
| 5 km (dettagli)  | Gregorio Paltrinieri | 55"43'3   | Marc-Antoine Olivier | 55"45'1   | Dario Verani      | 55"46'6   |
| 10 km (dettagli) | Gregorio Paltrinieri | 1h51'30"6 | Marc-Antoine Olivier | 1h51'41"7 | Florian Wellbrock | 1h51'42"0 |
| 25 km (dettagli) | Axel Reymond         | 4h35'59"8 | Matteo Furlan        | 4h36'05"1 | Kirill Abrosimov  | 4h36'06"2 |

### Donne
| Evento           | Oro                   | Tempo     | Argento               | Tempo     | Bronzo           | Tempo     |
| 5 km (dettagli)  | Sharon van Rouwendaal | 58'45"2   | Giulia Gabbrielleschi | 58'49"3   | Océane Cassignol | 58'51"4   |
| 10 km (dettagli) | Sharon van Rouwendaal | 1h59'12"7 | Anna Olasz            | 1h59'13"0 | Rachele Bruni    | 1h59'15"1 |
| 25 km (dettagli) | Lea Boy               | 4h53'57"0 | Lara Grangeon         | 4h54'58"4 | Barbara Pozzobon | 4h54'58"7 |

### Gara a squadre
| Evento          | Oro                                                                               | Tempo   | Argento                                                    | Tempo   | Bronzo                                                           | Tempo   |
| 5 km (dettagli) | Italia Rachele Bruni Giulia Gabbrielleschi Gregorio Paltrinieri Domenico Acerenza | 54'09"0 | Germania Lea Boy Leonie Beck Rob Muffels Florian Wellbrock | 54'18"0 | Ungheria Reka Rohacs Anna Olasz Dávid Betlehem Kristóf Rasovszky | 54'18"5 |

## Medagliere
Aggiornato al 16 maggio 2021
| Posiz. | Nazione     | Oro | Argento | Bronzo | Totale |
| ------ | ----------- | --- | ------- | ------ | ------ |
| 1      | Italia      | 3   | 2       | 3      | 8      |
| 2      | Paesi Bassi | 2   | 0       | 0      | 2      |
| 3      | Francia     | 1   | 3       | 1      | 5      |
| 4      | Germania    | 1   | 1       | 1      | 3      |
| 5      | Ungheria    | 0   | 1       | 1      | 2      |
| 6      | Russia      | 0   | 0       | 1      | 1      |
| Totale | Totale      | 7   | 7       | 7      | 21     |